# ティヤ

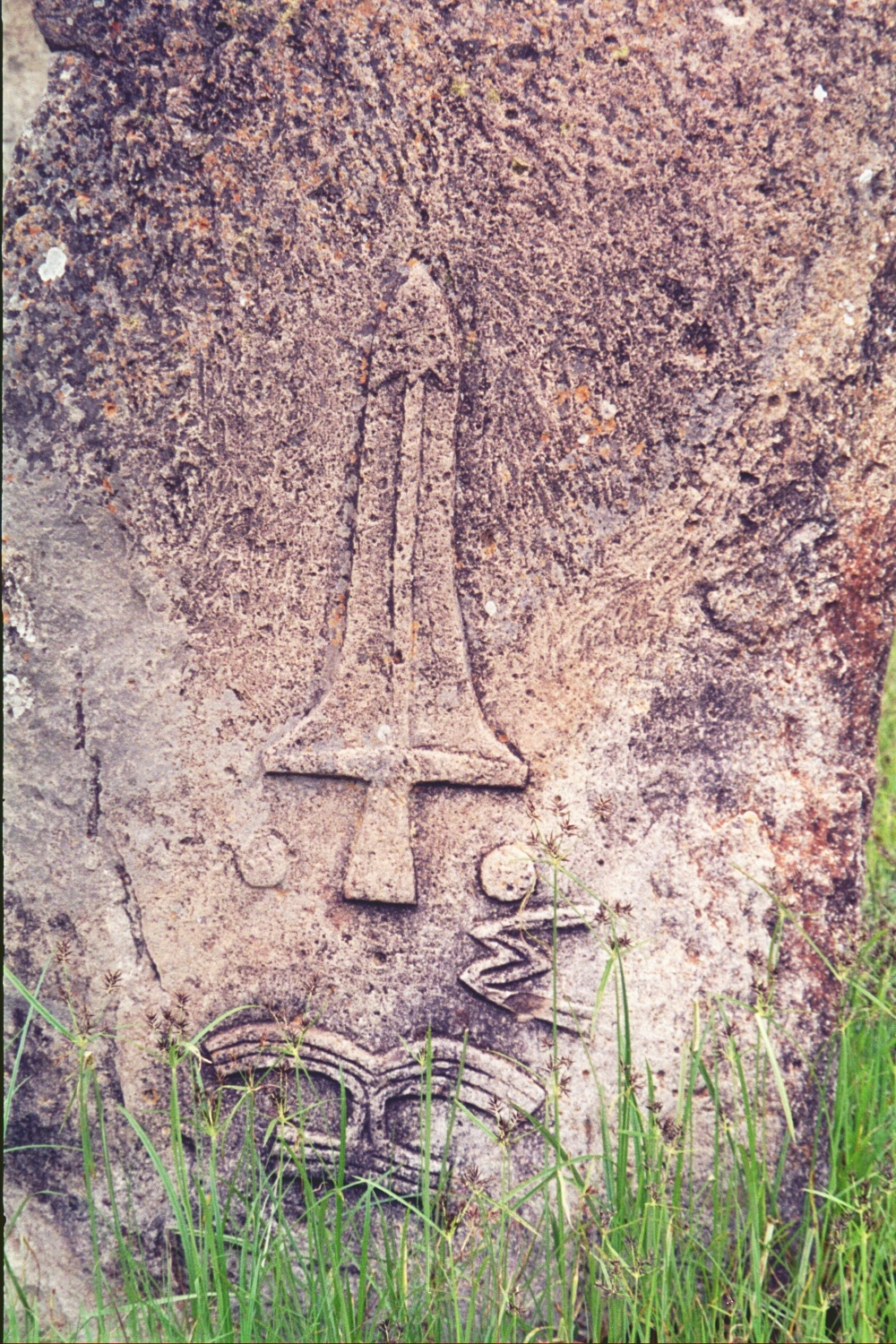
剣のようなものが描かれた石碑

ティヤ (Tiya) はエチオピア南西部の中部エチオピア州にある町。首都アディスアベバからは南西方向におよそ230kmの所に位置している。2007年国勢調査によるとティヤ町の人口は1,937人（男性906人、女性1,031人）である。
ティヤ村周辺では来歴が未解明の石碑群が発見されており、1980年にユネスコの世界遺産に登録された。

## 世界遺産

### 概要
最初の石碑は1905年にフランス人の考古学者が発見した。その後、1976年の調査までに墓所なども見つかり、ティヤ村を含むソド地方（the region of Soddo）一帯で160をこえる石碑が発見された。大きいものは5メートルを超え、石碑の多くには剣や人面のようなレリーフが刻まれている。
石碑を刻んだのはエチオピアの先住民たちと推測されているが、彼らが牧畜を行っていたらしいこと、レリーフを金属器で刻んだらしいことなどがわずかに解明されているのみで、レリーフに込められた意図などは未解明のままである。墓が近くで見付かっていることから、何か葬礼に関するものではないかとも推測されている。
1958年以降、考古遺跡として国の保護対象になった。

### 登録
1980年9月5日に世界遺産リストに登録された。登録名は単なる「ティヤ」だが、日本では「ティヤの石碑群」と呼ばれることもある。
対象となったのは、石碑群のうち、ティヤ村付近に整然と並んだ36基である。これらは45メートルの幅に並んでいるが、33基と3基に分類できる。彫刻のある石碑はそのうち32基である。

### 登録基準
この世界遺産は世界遺産登録基準のうち、以下の条件を満たし、登録された（以下の基準は世界遺産センター公表の登録基準からの翻訳、引用である）。
- (1) 人類の創造的才能を表現する傑作。
- (4) 人類の歴史上重要な時代を例証する建築様式、建築物群、技術の集積または景観の優れた例。

前者はその彫刻の素晴らしさが評価されたものであり、後者はエチオピアの巨石文化時代に関する優れた例証である点が評価されたものである。